# Locking
Locking ili zaključavanje (izvorno Campbellocking) stil je funk plesa, koji je povezan s hip-hopom. Naziv se temelji na konceptu zaključavanja pokreta, što bi u osnovi značilo zamrzavanje pri brzom kretanju i "zaključavanje" u određenom položaju, tako držeći poziciju na kratko vrijeme, a zatim se nastavlja istom brzinom kao i prije. Ono se oslanja na brzim i različitim pokretima ruke, u kombinaciji s opuštenim kukovima i nogama. Pokreti su uglavnom sinkronizirani s glazbom. Zaključavanje se često koristi u interakciji s publikom, a neki potezi su prilično smiješni u prirodi. Plesač koji izvodi zaključavanje zove se locker. Locker obično ima osebujan stil odijevanja, kao što je odjeća s prugama i naramenice .
Zaključavanje se izvorno pleše uz tradicionalnu funk glazbu, kao što je James Brown. Zaključavanje uključuje dosta akrobacija i fizički zahtjevne pokrete, kao što je slijetanje na koljeno i split. Ovi potezi često zahtijevaju zaštitu za koljena.

## Povijest
Početak zaključavanja može se pratiti od jednog čovjeka, Dona Campbella. U kasnim 1960-im spojio je nekoliko plesova, dodajući i svoje poteze prilikom izvođenja. Izvorno zaključavanje nastalo je slučajno: Don Campbell nije mogao učiniti potez nazvan "Sling" i zaustavio se na određenoj točki. Nije bio u mogućnosti to obaviti tečno, jer se nije mogao sjetiti koji sljedeći korak poduzeti. Ovo zaustavljanje je ubrzo postalo popularno jer ih je Don uvrstio u svoje nastupe. Rezultat je bio ples nazvan Campbellocking, koji je kasnije skraćen na zaključavanje. U ranim 1970-im zaključavanje je dobilo svoje plesne skupine, osobito poznata je bila skupina Lockers. Još jedan locker pod imenom Greggery 'Campbellock Jr.' Papa postavio je temelje za zaključavanje kao ples, te stil odjeće.
Odjeća se sastojala od prugastih čarapa, hlača vezanih na koljenima, šarenih satenskih košulja s velikim kragnama, leptir kravata, velikih Apple Boy kapa i bijelih rukavica.
Kasnije je zaključavanje postalo dijelom rastuće hip-hop ples kulture, te je utjecalo na stilove kao što su popping i B-boying. [nedostaje izvor] Zaključavanje je još uvijek vrlo popularno i mnogi sadašnji umjetnici poput Beyonce Knowles i Michaela Jacksona koriste elemente zaključavanja u svojim spotovima.[nedostaje izvor]

## Pokreti
Zaključavanje se može obaviti solo ili u skladu s dva ili više plesača. Locker može osmijehom prilikom obavljanja pokreta naglasiti komičnu prirodu plesa, dok s druge strane, ozbiljno ponašanje će održati naglasak na tehnici.

## Također pogledati
- Hip-hop
- Popping
- Hip-hop ples

## Vanjske poveznice
Locking (dance)

BBoy.org